# Olwen Fouéré
Olwen Fouéré (Galway, 2 marzo 1954) è un'attrice irlandese.

## Biografia
Nata da genitori bretoni Yann Fouéré e Marie-Magdeleine Mauger. Nel 2020, è stata inserita al numero 22 nell'elenco dei più grandi attori cinematografici irlandesi di The Irish Times.
Ha recitato a livello internazionale in numerosi teatri, tra cui l'Abbey Theatre, il Focus Theatre e il Gate Theatre di Dublino, il Royal National Theatre di Londra e per la Royal Shakespeare Company.

## Filmografia parziale

### Cinema
- The Sleep of Death, regia di Calvin Floyd (1980)
- Space Truckers, regia di Stuart Gordon (1996)
- Saltwater, regia di Conor McPherson (2000)
- The Other Side of Sleep, regia di Rebecca Daly (2011)
- This Must Be the Place, regia di Paolo Sorrentino (2011)
- The Survivalist, regia di Stephen Fingleton (2015)
- Traders, regia di Rachael Moriarty e Peter Murpht (2015)
- The Drumm and the Keeper, regia di Nick Kelly (2017)
- Beast, regia di Michael Pearce (2017)
- Mandy, regia di Panos Cosmatos (2018)
- Animali fantastici: I crimini di Grindelwald (Fantastic Beasts: The Crimes of Grindelwald), regia di David Yates (2018)
- Animals, regia di Sophie Hyde (2019)
- Sea Fever, regia di Neasa Hardiman (2019)
- Zona 414 (Zone 414), regia di Andrew Baird (2021)
- She Will, regia di Charlotte Colbert (2021)
- Non aprite quella porta (Texas Chainsaw Massacre), regia di David Blue Garcia (2022)
- The Northman, regia di Robert Eggers (2022)
- The Ulysses Project, regia di Trevor Murphy e Laoisa Sexton (2022)
- La profezia del male (Tarot), regia di Spenser Cohen e Anna Halberg (2024)
- The Watchers - Loro ti guardano (The Watchers), regia di Ishana Night Shyamalan (2024)

### Televisione
- A Painful Case, regia di John Lynch – film TV (1984)
- The Irish R.M. – serie TV, episodio 3x04 (1985)
- Screen Two – serie TV, episodio 2x03 (1986)
- Hard Shoulder, regia di Mark Kilroy – film TV (1990)
- Ballykissangel – serie TV, episodio 1x04 (1996)
- Above Suspicion – serie TV,  episodio 2x01 (2010)
- Striking Out – serie TV, 6 episodi (2017-2018)
- Nightflyers – serie TV, episodio 1x06 (2018)
- The Feed – serie TV, 3 episodi (2019)
- Cursed – serie TV, 2 episodi (2020)
- Brassic – serie TV, episodio 2x09 (2020)
- Holding –  serie TV, 3 episodi (2022)
- Halo – serie TV, 4 episodi (2024)

## Teatro
- Salome (1988,1989,1990)
- By the Bog of Cats (1988)
- The Wake (1988-1990)
- The Master Builder (1989)
- Lady Windermere's Fan (1997-1998)
- Angel/Babel (1999)
- Sodome, My Love (2010)
- Terminus (2011)
- The Broken Heart (2011)
- RIVERRUN (2013-2016)
- THE FEVER (2016)
- She (2017)
- Ballyturk (2017-2018)
- Nous l'Europe, Banquet des Peuples (2019)
- Blood Wedding (2019)
- The Last Season (2020)
- iGirl (2021)